# 簡政珍
簡政珍（1950年8月12日—），臺灣詩人、詩論家，曾任亞洲大學講座教授，是在現代詩、音樂、電影三種藝術中都有美學專著的學者。簡政珍的詩作與生活、生命的情境息息相關，詩學的核心是意象思維與沈默的語言，強調意象的「不言說」，以及詩在沈默中所顯現的深沈感。「沈默不是啞巴式的無言，而是語言趨於飽滿的狀態」是他的名言，也是批評家經常專注的論述焦點。

## 作者簡介
簡政珍畢業自金瓜石時雨中學、國立政治大學西洋語文學系、國立台灣大學外國文學研究所，1975年以論文〈愛默生的辯證文體〉（英文）獲得英美文學碩士。1982年，以論文〈放逐詩學：中國現代文學中的放逐母題〉（英文）獲得德州奧斯汀大學英美比較文學博士，並開始擔任國立中興大學外文系副教授。
1987年，簡政珍加入創世紀詩社，隔年第一本詩集《季節過後》出版。2005年擔任亞洲大學文理學院院長。2007年，「兩岸中生代詩歌國際高層論壇暨簡政珍作品研討會」在北京師範大學珠海分校舉行，同年簡政珍離開創世紀詩社。

## 作品簡介
「意象思維」是簡政珍的書寫精神，詩作的內容主要有兩種面向。一種是與現實人生有關，一種是以轉喻為主的後現代思維，其實兩者常常相互滲透交融，和一般台灣現實詩作將詩視為傳達訊息的工具，將後現代詩作當作文字遊戲的寫法，迥然不同。批評家認為他有關現實人生的書寫非常動人且富於哲思，但造成動人的是幽微的情感，而不是翻騰的情緒。批評家說：他的詩作「直探詩的本質，緊扣社會與現實的環節，抒發普遍的人生處境，語言精緻至極點，意象呈露自然，出入技巧，而又遙追屬於哲學思辯的詩境」
有時候，他有關現實人生的詩作，由於各種紛雜的情境隨著思維的翻轉與「轉喻的逸軌」，而呈現後現代的風景。但簡政珍的「後現代詩」講究的是詩質的密度，而不是形式上的遊戲。批評家說：「他在傳統詩形中展現舒卷自如的風格，把被誤導的『後現代詩』從形式的極度擴散引向內涵的厚沈聚斂。」
簡政珍除了每本詩集平均大約有八、九十首詩外，目前共寫了六首長詩：一百行到兩百行之間的長詩兩首：〈變調的四季〉，〈流水的歷史是雲的責任〉；兩百行到四百行之間的長詩三首：〈歷史的騷味〉，〈浮生紀事〉，〈失樂園〉，四百行以上的「詩小說」一首，〈放逐與口水的年代〉。
簡政珍力求文字的精確，即使是長詩或是「詩小說」，文字每一行也都應該和短詩一樣稠密。他認為詩是對語言的尊重，而語言由於沈默才值得尊重。因此，他的長詩文字經常前後呼應，詩節綿密銜接，詩義生生不息。
2007年3月北京師範大學大學珠海分校匯集了兩岸四地八十幾名的知名學者與詩人，並首次為兩岸四地的「中生代」詩人召開學術研討會，而第一個被研討的詩人就是簡政珍。著名詩人洛夫先生說簡政珍詩作的「反諷暗喻和意象之精準有力，無人能及。」
詩創作之外，簡政珍的詩學論述也引人注目。他專注於現當代詩中語言意象的詩美學，研究的課題包括「意象與意義的流動性」、「詩既是也不是」、「似有似無的技巧」、「抽象的具象化」、「隱喻、轉喻與意象產生的關係」等，「苦澀的笑聲」、「不相稱的美學」的詞語與觀念是他詩學上的發明。《詩心與詩學》中有些二、三千字左右的「詩學斷想」經常出現富於哲思意象的詩觀，而《台灣現代詩美學》裡則更多是長篇論述。其中陳大為認為《台灣現代詩美學》對後現代的闡述是台灣「後現代主義詩學最完整、最深刻的論述」。

## 作品列表

### 詩集
- 《季節過後》（台北：漢光，1988）
- 《紙上風雲》（台北：書林，1988）
- 《爆竹翻臉》（台北：尚書，1990）
- 《歷史的騷味》（台北：尚書，1990）
- 《浮生紀事》（台北：九歌，1992）
- 《詩國光影》（廣州：花城，1994）
- 《意象風景》（台中：台中市文化中心，1997）
- 《簡政珍短詩選》（中英文對照）（香港：銀河，2002）
- 《失樂園》（台北：九歌，2003）
- 《當鬧鐘與夢約會》（北京：作家出版社，2006）
- 《放逐與口水的年代》（台北：書林，2008）
- 《因緣此生》（台中：亞洲大學，2010）
- 《所謂情詩》（台北：釀出版，2013）

### 文論集
- 《空隙中的讀者》（The Reader in the Blanks）（台北：書林，1985）
- 《語言──意識──閱讀》（Language, Consciousness, Reading）（台北：書林，1989）
- 《語言與文學空間》（台北：漢光，1989）
- 《電影閱讀美學》（台北：書林，1993初版，2002增訂版）
- 《放逐詩學》（台北：聯合文學，2003）
- 《音樂的美學風景》（台北：揚智，2004）
- 《電影閱讀美學》（台北，書林，2006增訂三版）
- 《讀者反應閱讀法》（台北：文建會，2010）
- 《解構閱讀法》（台北：文建會，2010）
- 《第三種觀眾的電影閱讀》（台北：書林，2013）

### 詩論集
- 《詩的瞬間狂喜》（台北：時報文化，1991）
- 《詩心與詩學》（台北：書林，1999）
- 《台灣現代詩美學》（台北：揚智，2004）
- 《當代詩與後現代的雙重視野》（北京：作家出版社，2006）

### 散文集
- 《我們有如燭火》（台北：聯合文學，2010）

### 主編
- 《當代台灣文學評論大系文學理論卷》（台北：正中，1993）
- 《新世代詩人大系》（與林燿德合編）（台北：書林，1990）
- 《創世紀四十周年紀念評論卷》（與瘂弦合編）（台北：創世紀雜誌，1994）
- 《新世代詩人精選集》（台北：書林，1998）

## 外部連結
- 簡政珍 - Asia University ,Taiwan 亞洲大學外國語文學系
- 簡政珍‧台灣現代詩美學 （页面存档备份，存于）
- 構築詩的美學史——評簡政珍《台灣現代詩美學》 （页面存档备份，存于）
- 簡政珍詩學小探 （页面存档备份，存于）
- 簡政珍《失樂園》的“後現代”意涵與意義
- 照亮與吞滅——試論簡政珍火詩的意涵結構 （页面存档备份，存于）
- 定位簡政珍「長詩美學」的詩史游標
- 詩質稠密・意象敘述・圓轉結構——簡政珍〈失樂園〉長詩詮釋
- 簡政珍詩歌藝術之管見   用詩藝開拓美的人之十 （页面存档备份，存于）
- “意象的姿容”與“現實的身影”——簡政珍詩歌藝術散論 （页面存档备份，存于）
- 不相稱的美學——以洛夫、簡政珍、陳克華詩語言為例
- 簡政珍　台灣現代詩美學－台灣現代詩創作、理論與批評／北京師範大學珠海分校簡政珍作品國際研討會／蔣登科＜簡政珍：沉思者的詩藝探索＞ （页面存档备份，存于）
- 簡政珍　台灣現代詩美學－台灣現代詩創作、理論與批評／北京師範大學珠海分校簡政珍作品國際研討會／譚桂林＜玄學傳統與簡政珍詩歌中的反諷精神＞ （页面存档备份，存于）
- 簡政珍　台灣現代詩美學－台灣現代詩創作、理論與批評／北京師範大學珠海分校簡政珍作品國際研討會／熊國華＜現實的隱喻與生命的哲思－簡政珍《當鬧鐘與夢約會》管窺＞ （页面存档备份，存于）
- 簡政珍　台灣現代詩美學－台灣現代詩創作、理論與批評／北京師範大學珠海分校簡政珍作品國際研討會／白靈＜介入與抽離－從簡政珍的詩看中生代詩人的說與不說＞ （页面存档备份，存于）
- 簡政珍　台灣現代詩美學－台灣現代詩創作、理論與批評／北京師範大學珠海分校簡政珍作品國際研討會／汪啟疆＜詩人的澄澈和投影－我讀簡政珍的作品認識＞ （页面存档备份，存于）
- 台灣作家作品目錄資料庫——簡政珍 （页面存档备份，存于）